# Liste der Biografien/Steinf
Liste der Biografien |
Portal Biografien |
Personensuche
# |
A |
B |
C |
D |
E |
F |
G |
H |
I |
J |
K |
L |
M |
N |
O |
P |
Q |
R |
S |
T |
U |
V |
W |
X |
Y |
Z |
?
 
Sa |
Sb |
Sc |
Sd |
Se |
Sf |
Sg |
Sh |
Si |
Sj |
Sk |
Sl |
Sm |
Sn |
So |
Sp |
Sq |
Sr |
Ss |
St |
Su |
Sv |
Sw |
Sy |
Sz
 
Sta |
Ste |
Sth |
Sti |
Stj |
Stl |
Sto |
Str |
Sts |
Stt |
Stu |
Stv |
Stw |
Sty
 
Stea |
Steb |
Stec |
Sted |
Stee |
Stef |
Steg |
Steh |
Stei |
Stej |
Stek |
Stel |
Stem |
Sten |
Steo |
Step |
Ster |
Stes |
Stet |
Steu |
Stev |
Stew |
Stey |
Stez
 
Steib |
Steic |
Steid |
Steie |
Steif |
Steig |
Steij |
Steik |
Steil |
Steim |
Stein |
Steio |
Steir |
Steis |
Steit |
Steiw |
Steix
 
Steina |
Steinb |
Steinc |
Steind |
Steine |
Steinf |
Steing |
Steinh |
Steini |
Steink |
Steinl |
Steinm |
Steinn |
Steino |
Steinp |
Steinr |
Steins |
Steint |
Steinu |
Steinv |
Steinw
Die Liste der Biografien führt alle Personen auf, die in der deutschsprachigen Wikipedia einen Artikel haben. Dieses ist eine Teilliste mit 36 Einträgen von Personen, deren Namen mit den Buchstaben „Steinf“ beginnt.

## Steinf

### Steinfa
- Steinfartz, Sebastian (* 1971), deutscher Biologe
- Steinfatt, Gabriele (* 1977), deutsche Juristin, Richterin am Gericht der Europäischen Union
- Steinfatt, Walter (1900–1988), deutscher Pädagoge

### Steinfe
- Steinfeld, Chris (* 1959), US-amerikanischer Segler
- Steinfeld, Franz (1787–1868), österreichischer Maler
- Steinfeld, Franz von (1828–1875), preußischer Generalmajor
- Steinfeld, Gerhard (1769–1846), deutscher evangelischer Pfarrer und Heimatforscher
- Steinfeld, Hailee (* 1996), US-amerikanische SchauspielerinHailee Steinfeld (* 1996)

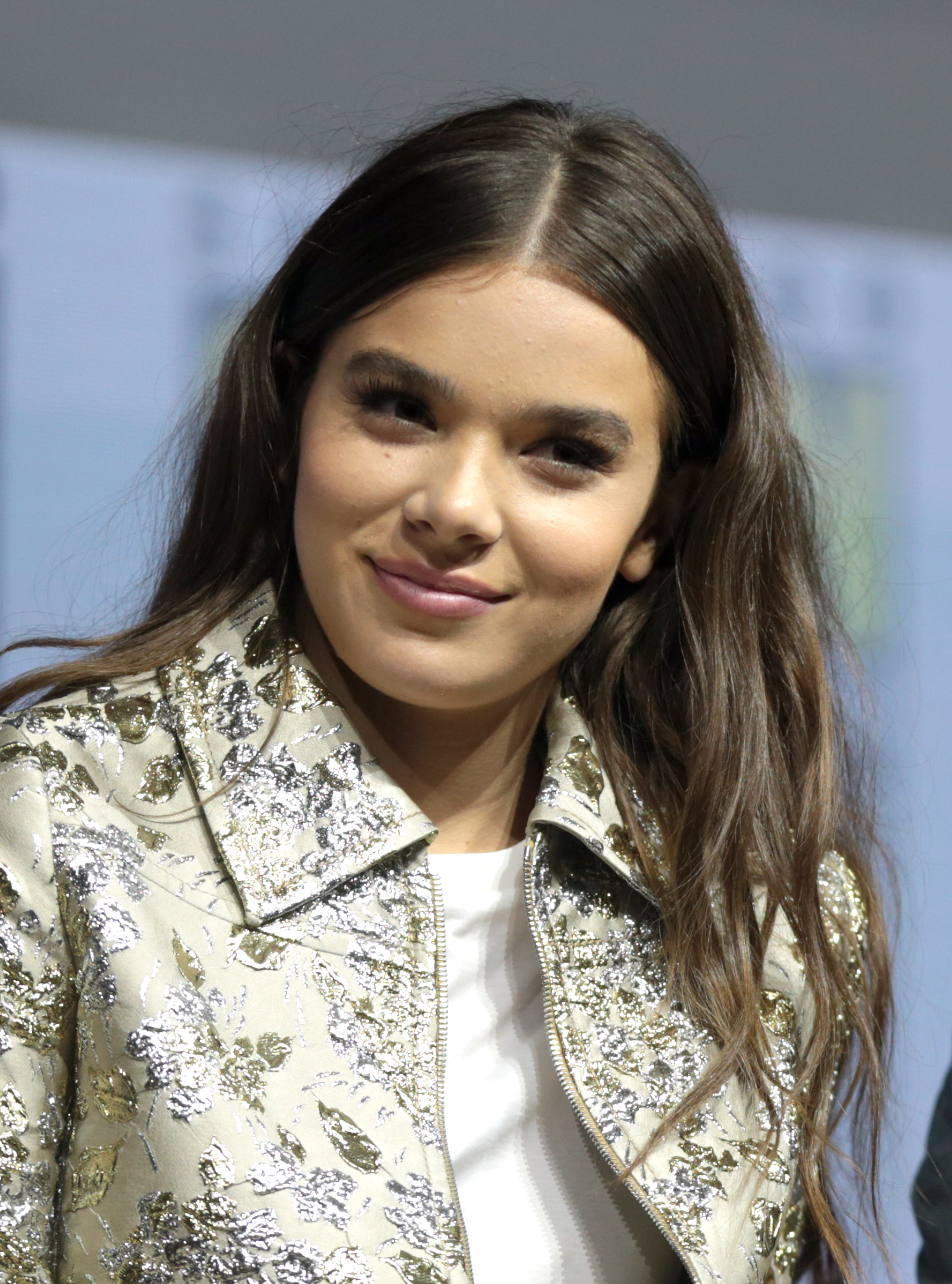
Hailee Steinfeld (* 1996)

- Steinfeld, Hans-Wilhelm (* 1951), norwegischer Journalist und Historiker
- Steinfeld, Henning (* 1957), deutscher Agrarwissenschaftler
- Steinfeld, Julius (1884–1974), Fluchthelfer
- Steinfeld, Justin (1886–1970), deutscher Schriftsteller
- Steinfeld, Thomas (* 1954), deutscher Journalist und Schriftsteller
- Steinfeldt, Albert Jacob (1741–1815), deutscher Pianist, Organist und Komponist
- Steinfeldt, Heinrich (1892–1955), deutscher Politiker (SPD), MdR, MdHB und Gewerkschaftsfunktionär
- Steinfeldt, Luca (* 1996), deutscher Fußballspieler
- Steinfellner, Marion (* 1973), österreichische Schriftstellerin, Butohtänzerin und Malerin
- Steinfels, Rudolf Friedrich (1808–1872), Schweizer Unternehmer (Seifen- und Parfümfabrikant)
- Steinfelser, Fritz (1912–2004), österreichischer Architekt
- Steinfest, Heinrich (* 1961), österreichischer Schriftsteller und bildender KünstlerHeinrich Steinfest (* 1961)

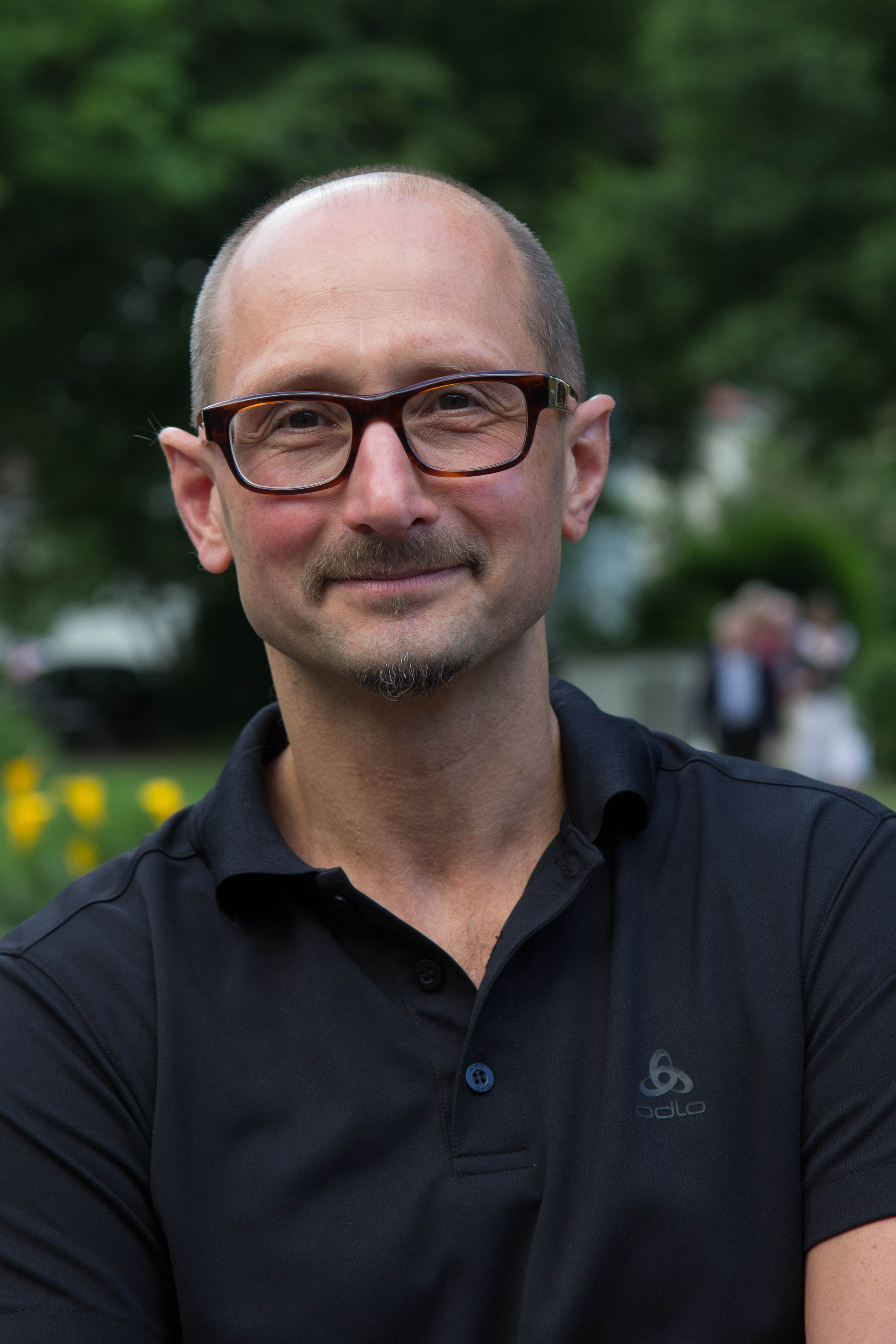
Heinrich Steinfest (* 1961)

### Steinfo
- Steinfort, Frank (* 1957), deutscher kommunaler Wahlbeamter
- Steinforth, Peter (1923–1981), deutscher Künstler
- Steinforth, Till (* 2002), deutscher Leichtathlet
- Steinforth, Ulf (* 1967), deutscher Box-Promoter und Brauereibesitzer

### Steinfu
- Steinführ, Paul (1900–1983), deutscher Gewerkschafter
- Steinführer, Henning (* 1970), deutscher Historiker und Archivar
- Steinfurt, Leopold (1804–1864), deutscher Industrieller
- Steinfurt, Otto von, Domherr in Münster
- Steinfurt, Rudolf von, Domherr und Domscholaster in Münster
- Steinfurth, Eberhard von und zu (1909–1993), deutscher Politiker (NSDAP)
- Steinfurth, Erich (1896–1934), deutscher Politiker und NS-Opfer
- Steinfurth, Hans-Joachim (* 1939), deutscher Fußballspieler
- Steinfurth, Hermann († 1880), deutscher Maler und Grafiker
- Steinfurth, Matthias (* 1974), deutscher Politiker (SPD), MdL Brandenburg
- Steinfurth, Peter, deutscher Motorjournalist, Chefredakteur des Oldtimer-Magazins Oldtimer Markt (seit 1991)
- Steinfurth, Ralf (* 1966), deutscher Fußballspieler